# Leniza Krauss
Leniza Krauss Resende (Taubaté, 23 de Janeiro de 1978) é uma jornalista, repórter e empresária brasileira. Quando trabalhava com jornalismo investigativo policial, a repórter sofreu diversas ameaças.

## Biografia e carreira
Leniza Krauss nasceu em 23 de Janeiro de 1978 e formou-se na Universidade de Taubaté (UNITAU) no Vale do Paraíba. Enquanto cursava a faculdade, estagiou na TV Setorial, afiliada da TV Cultura em Pindamonhangaba-SP. Lá, Leniza trabalhou como produtora e, por vezes, fazendo bicos como repórter. Já formada, foi contratada pela Band Vale em Taubaté. Deixou a Bandeirantes e, em pouco tempo, contratada pela TV Record Minas.[carece de fontes?]
Destacando-se em nível regional, foi promovida e transferida para a Record SP, onde participou de coberturas Jornalísticas importantes, como o caso de Gil Rugai, acusado de matar o pai e a madrasta, de Carla Cepollina, acusada de matar o coronel Ubiratan Guimarães, além do caso da Dona de Casa Geralda Guabiraba, morta e desfigurada em Mairiporã. Trabalhou em programas como Balanço Geral, SP Record, SP no Ar e Fala Brasil.
Fez parte da equipe de repórteres do Cidade Alerta. Em 11 de Novembro de 2015, Leniza Krauss passou mal quando gravava uma reportagem para o Cidade Alerta. O cinegrafista que a acompanhava a levou para o hospital, onde foi diagnosticado um Acidente Vascular Cerebral. Depois de se recuperar, ela voltou ao trabalhar. Em 3 de outubro de 2017, Leniza deixou a RecordTV após 15 anos. Começou a trabalhar como chefe de uma agência de comunicação.

## Caso Pedra da Macumba

### Ameaças
Em 2012, Leniza Krauss e o produtor Lumi Zúnica foram ameaçados por investigar a morte de Geralda Guabiraba, no "Caso Pedra da Macumba". Tentaram invadir a casa de Leniza Krauss três vezes e a jornalista teve o computador invadido. Ambos foram obrigados a deixar o estado de São Paulo.
| “ | Foram 40 dias longe daqui, os mais sofridos da minha vida. Tive que me afastar da família. A minha filha, na época com dois anos, teve febre emocional. Ela chamava pela mãe o tempo inteiro e eu não podia voltar (…) Não era ninguém ‘blefando’, eles sabiam o conteúdo dos e-mails trocados e tudo que conversávamos. (…) As represálias para o produtor chegavam pelo telefone da mulher dele. Eu recebia ligações e ameaças no meu celular. Uma vez estávamos no DEIC [Departamento Estadual de Investigações - Polícia Civil] prestando depoimento e ligaram, simultaneamente, avisando que sabiam que tínhamos buscado ajuda policial. (…) Mas é preciso coragem e até arriscar a própria vida para falar, mostrar e cobrar das autoridades. | ” |

### Repercussão
A jornalista foi citada no artigo do Portal Comunique-se ao lado de outros profissionais da imprensa que foram ameaçados durante o trabalho. O artigo foi reproduzido na Associação Brasileira de Jornalismo Investigativo (Abraji). A polícia encerrou o caso indicando suicídio em 2014. Fotos dos arquivos da polícia vazaram na internet em 2012. Não foram descobertos os autores das ameaças aos jornalistas. Após isso, a RecordTV retirou sua equipe de jornalismo investigativo do caso.
Ao comentar sobre um dos crimes mais mal explicados da história do Brasil, o Caso família Pesseghini, a IstoÉ citou o caso investigado por Leniza Krauss no artigo "O monopólio da informação não é da polícia" em 2013:

[O] caso de uma senhora encontrada morta na Pedra da Macumba, na cidade paulista de Mairiporã, também foi polêmico. A vítima estava com a garganta cortada, a pele do rosto e os olhos arrancados, deitada em forma de cruz com um cesto de flores em cada uma das mãos. E foi dada como suicida. Alguém pode se suicidar e, morto, se automutilar? A mídia questionou o poder público, as informações cessaram.
Uma reportagem da IstoÉ mostrou que a tese da polícia de que cachorros teriam desfigurado o cadáver era improvável. Depois disso, a investigação passou a falar que foram ratos e gambás.
Foi divulgado pela Folha de S.Paulo que a delegada do caso pediu segredo de justiça, em janeiro de 2012. Em 2014, o Departamento de Homicídios e de Proteção à Pessoa (DHPP) concluiu que Geralda Guabiraba cometeu suicídio ao ingerir o raticida popularmente conhecido como chumbinho.

## Vida pessoal
Leniza Krauss é casada e tem dois filhos, uma menina e um menino.